# Schlüsselposition
Schlüsselpositionen sind für Unternehmen strategisch relevante Personalstellen. Mitarbeitende, die Schlüsselpositionen besetzen, leisten einen überproportionalen Beitrag zum Erfolg oder Misserfolg eines Unternehmens.

## Bedeutung
Bei den meisten Funktionen in einer Organisation stehen die Leistung des Mitarbeiters bzw. der Mitarbeiterin und der durch ihn bzw. sie generierte Mehrwert in einer proportionalen Relation zueinander, nicht so bei Schlüsselpositionen. Ein Beispiel: Ein Produktionsmitarbeiter, der um 20 % schneller arbeitet, bringt dem Unternehmen um 20 % mehr als sein durchschnittlich arbeitender Kollege. Bei Schlüsselpositionen ist das anders, hier kann ein Mitarbeiter der Organisation zu Wertsteigerungen verhelfen, welche mehr als linear zu seiner Leistungssteigerung verlaufen. Folglich weisen Schlüsselpositionen das größte strategisch relevante Risiko im Falle einer Fehlbesetzung auf. Personalrisiken bringen bei Schlüsselpositionen oft stärkere Auswirkungen mit sich, weil sie einen überproportionalen Einfluss auf den Unternehmenserfolg bzw. Misserfolg haben. Schlüsselpositionen stellen somit einen wesentlichen Risikofaktor dar und sollten im Personalrisikomanagement besonders berücksichtigt werden.

Die Besetzung von Schlüsselpositionen ist eine der erfolgskritischen Aufgaben von Führungskräften. Ziel ist die langfristige Ausrichtung der Organisation und die Sicherstellung des Unternehmenserfolges durch die Besetzung der bedeutendsten Positionen mit geeigneten Kandidaten sowie die Entwicklung von vielversprechenden Potenzialträgern im Unternehmen.
Beständigkeit bei Schlüsselpositionen ist für den Unternehmenserfolg relevant, bei Klein- und Mittelunternehmen kann ein Ausfall die Zukunft des Unternehmens gefährden. Das Risiko bei Verlust von Mitarbeitern in Schlüsselpositionen ist hoch, so dass Unternehmen versuchen, diese Mitarbeiter unter anderem auch durch rechtliche Beschränkungen zu binden, z. B. durch Wettbewerbsverbot. Die Identifikation von Schlüsselpositionen ist die Grundlage, um Talentmanagement im Rahmen einer strategisch orientierten Nachfolgeplanung umsetzen zu können.

## Identifikation
Schlüsselpositionen müssen in jeder Organisation individuell definiert werden, da sie unternehmensspezifisch an verschiedene Funktionen, Prozesse und Aktivitäten gebunden sind. Es muss von der Unternehmensstrategie ausgegangen werden. Im Fokus steht die Frage, welche Funktionen einer Organisation besonders wichtig sind, um dem Mitbewerb gegenüber einen Wettbewerbsvorteil zu erzielen. Im Sinne eines zukunftsorientierten Personalmanagements muss danach definiert werden, welche Herausforderungen in Zukunft durch die Inhaber von Schlüsselpositionen bewältigt werden müssen. So werden beispielsweise Unternehmen, deren Strategie auf Innovation und Technologieführerschaft ausgerichtet ist, Funktionen aus dem Bereich Forschung und Entwicklung zu ihren Schlüsselpositionen zählen, während Unternehmen, welche die Preisführerschaft anstreben, Funktionen aus dem Einkauf als Schlüsselposition definieren werden.
Die Frage, welche Funktionen als Schlüsselposition definiert werden, ist schwierig, da sie die Wertigkeit verschiedener Funktionen im Unternehmen betrifft. Einzelne Führungskräfte sind nicht gerne bereit, die Bedeutung ihres Bereiches zugunsten anderer Bereiche herabzustufen. Die Diskussionen müssen daher auf Geschäftsleitungsebene geführt und entschieden werden.
Schlüsselpositionen sind nicht zwangsläufig an bestimmte Hierarchieebenen oder Abteilungen gebunden, sie können in allen Bereichen und Hierarchiestufen einer Organisation vorhanden sein und neben Führungspositionen auch Positionen von Fachkräften im gewerblichen und im Angestelltenbereich umfassen.
Häufig wird auch der Fehler gemacht, dass eine Schlüsselposition deshalb als solche definiert wird, weil man auf sie nicht verzichten könne. In einem effizient organisierten Unternehmen kann man jedoch annehmen, dass alle Funktionen in diesem Sinne notwendig sind.
Ein Erfolgsfaktor für die Identifikation von Schlüsselpositionen ist eine unternehmensübergreifend gültige Definition, um die Vergleichbarkeit sicherzustellen. Bei der Definition von Schlüsselpositionen muss darauf geachtet werden, die Anzahl zu beschränken. Kriterien, die nur teilweise oder vereinzelt zutreffen, sollten bei der Identifikation außen vor gelassen werden. Eine Vielzahl an Schlüsselpositionen erschwert deren Handhabbarkeit und führt in der Praxis häufig zu personellen Engpässen. In den meisten Organisationen sind weniger als 15 % aller Positionen Schlüsselpositionen.

## Kennzeichen
Jene Faktoren, die Schlüsselpositionen ausmachen, stehen direkt mit der Position in Verbindung. Ist ein Faktor darauf zurückzuführen, dass der aktuelle Stelleninhaber spezifische Merkmale mitbringt oder die Position besonders ausfüllt, handelt es sich nicht notwendigerweise um eine Schlüsselposition, da die Faktoren personengebunden sind.
Folgende Kriterien können zur Identifikation von Schlüsselpositionen herangezogen werden:
- Hoher Beitrag zur Wertschöpfung oder zum Verlust durch die Position.
- Spezifische Anforderungen an den Positionsinhaber, welche am Arbeitsmarkt schwer zugänglich sind oder nicht im Unternehmen entwickelt werden können.
- Notwendigkeit von unternehmensspezifischem Wissen.
- Strategisch hoch relevante Leistung eines substanziellen und erfolgskritischen Beitrages zum derzeitigen oder zukünftigen Kerngeschäft.
- Unmittelbare Abhängigkeit anderer Unternehmensbereiche zu den Ergebnissen der Position.

## Abgrenzung
Besetzt sind Schlüsselpositionen mit Personen. Definitionsgemäß ist jede Person, die eine Schlüsselposition im Unternehmen innehat, eine Schlüsselperson. Jedoch kann es unabhängig von der jeweiligen Position auf allen Ebenen im Unternehmen auch Personen geben, die aufgrund ihrer Einstellung, ihrer Fähigkeiten, ihres Potenzials etc. für den Unternehmenserfolg außerordentlich wichtig sind und nicht zwangsläufig eine Schlüsselposition im hier beschriebenen Sinne einnehmen müssen. Solche Schlüsselpersonen oder Schlüsselkräfte können beispielsweise Personen sein, die in besonderem Maße leistungsbereit und kooperativ sind, sich mit den Unternehmenszielen identifizieren und/oder durch ihre Persönlichkeit von entscheidender Bedeutung für das Unternehmen sind. Zu unterscheiden sind demnach Schlüsselpositionen und Schlüsselpersonen im Unternehmen.